# Palazzo dei granduchi di Toscana
Il palazzo dei granduchi di Toscana (in ceco Toskánský palác) è un palazzo situato nel centro storico di Praga. La sua ubicazione è in Hradčanské náměstí, piazza che si apre in prossimità del Castello di Praga, della quale occupa l'intero lato occidentale.

## Storia
L'edificio fu realizzato nel 1690, su progetto dell'architetto francese Jean Baptiste Mathey in collaborazione con Giovanni Domenico Canevalli, come dimora dei granduchi di Toscana nel centro della capitale boema, rimanendo per alcuni decenni di proprietà dei Medici prima di passare ai loro successori.
Il palazzo, in stile barocco, si articola a pianta rettangolare, sviluppandosi su tre livelli principali, che nella parte centrale sono sovrastati da un quarto livello coronato da una serie di statue, nelle cui parti laterali si elevano le due caratteristiche torri quadrangolari (una per lato).
L'edificio si caratterizza per una lunga facciata principale dove si aprono due portali d'ingresso, uno nella parte sinistra e l'altro nella parte destra, ciascuno dei quali sovrastato da un balcone poggiante ad ogni lato su una coppia di colonne con capitello, che a loro volta delimitano lateralmente i due portoni. Ciascuna delle due porte di accesso ai balconi, che si aprono lungo il primo livello superiore, è sovrastata da uno stemma monumentale.
Le facciate si caratterizzano per la presenza di marcapiani e di lesene che racchiudono ogni ordine di finestre, che lungo il primo livello superiore sono sovrastate, a due a due, da timpani triangolari e semicircolari.